# Thomas G. Jones

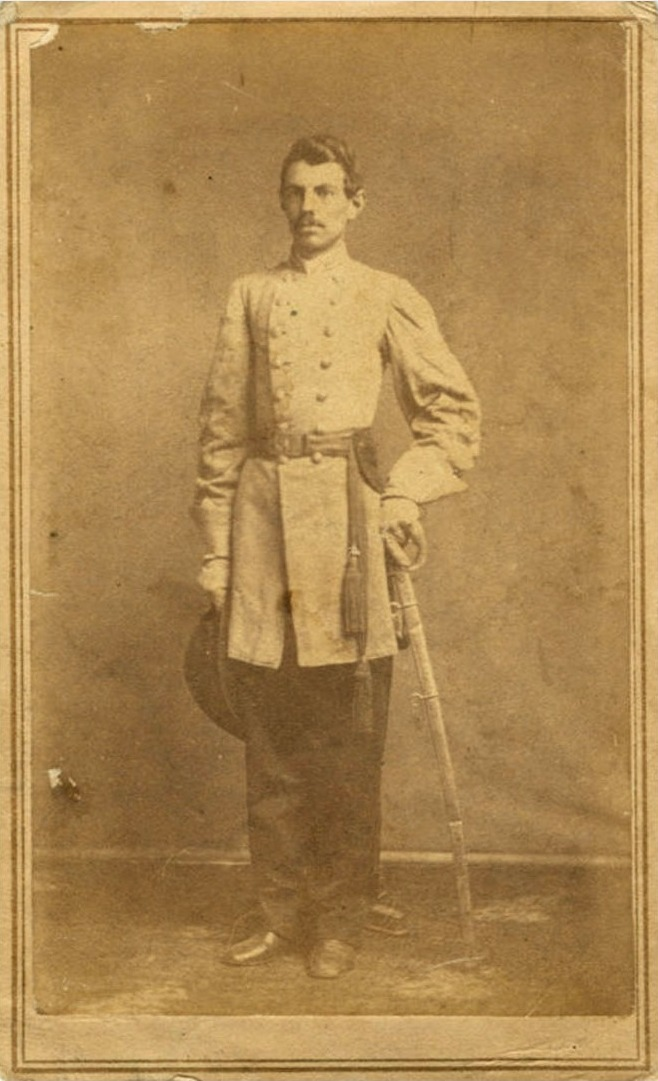
Thomas G. Jones

Thomas Goode Jones (26 november 1844 - 28 april 1914) was een politicus uit Alabama. Hij was gouverneur van Alabama van 1890 tot 1894.

## Levensloop
Hij werd geboren in Macon in Georgia. Nadat hij afgestudeerd was aan Williams College trok hij terug naar het zuiden waar hij als spoorbouwer te werk ging. Tijdens de Amerikaanse Burgeroorlog ging hij bij de Home Guard voor de Geconfedereerde Staten, voor wie hij ook was tijdens de oorlog. Na de oorlog ging hij te werk als plantagehouder op land dat hij van zijn vader had gekregen, hij bleef dit echter niet lang doen want hij ging al snel te werk als advocaat.
In 1870 werd hij door het Hooggerechtshof van Alabama aangewezen als verslaggever van alles wat het hooggerechtshof deed, dit zorgde ervoor dat hij gedurende tien jaar lang een goede baan had, wat hem hielp het hoofd boven water te houden tijdens een grote dip van de katoenprijzen.
Van 1875 tot 1884 was hij wethouder in Montgomery. Hij ondersteunde de gouverneurscampagne van  George S. Houston, die naar eigen zeggen de staat wilde zuiveren van Republikeinse invloeden en de blanke suprematie wilde herinvoeren. In 1884 stelde hij zichzelf kandidaat voor het Huis van Afgevaardigden van Alabama, en twee jaar later werd daar hij verkozen tot Speaker of the House. In 1890 werd hij de gouverneur van Alabama, wat hij bleef tot 1894. 
In 1892 won hij nipt de verkiezingen van zijn tegenstander Reuben Kolb, de uitslag van deze verkiezing was echter controversieel omdat er sprake was van grootschalige fraude. Jones bleef deze fraude de rest van zijn leven ontkennen. Van 1901 tot zijn dood in 1914 was hij rechter.
Hij stierf op 26 april 1914 na een ziektebed van enkele weken.